# Франц Карл (Ербах-Шьонберг)
Франц Карл фон Ербах-Шьонберг (на немски: Franz Karl zu Erbach-Schönberg; * 28 юли 1724 в Шьонберг; † 29 септември 1788 в Шьонберг) е от 1777 г. граф на Ербах-Шьонберг (Оденвалд), господар на Бройберг и генерал-майор в Нидерландия.
Той е вторият син на Георг Август фон Ербах-Шьонберг (1691 – 1758) и съпругата му графиня Фердинанда Хенриета фон Щолберг-Гедерн (1699 – 1750), дъщеря на граф Лудвиг Кристиан фон Щолберг-Гедерн и втората му съпруга херцогиня Кристина фон Мекленбург-Гюстров.
Брат е на Георг Лудвиг II (1723 – 1777), граф на Ербах-Шьонберг от 1758 г. Сестра му Каролина Ернестина (1727 – 1796) се омъжва 1754 г. за граф Хайнрих XXIV фон Ройс-Еберсдорф (1724 – 1779) и е прабаба на Кралица Виктория.

## Фамилия
Франц Карл се жени на 4 септември 1778 г. в Бергхайм за графиня Августа Каролина цу Изенбург-Бюдинген в Бюдинген (* 15 март 1758 в Копенхаген; † 22 април 1815 в Бад Кьониг, Оденвалд), дъщеря на граф Густав Фридрих фон Изенбург-Бюдинген-Бюдинген (1715 – 1768) и първата му съпруга графиня Доротея Бенедикта фон Ревентлов (1734 – 1766). Те имат една дъщеря:
- Августа Луиза Кристина Каролина (* 28 февруари 1784 в Бад Кьониг; † 14 април 1828 във Вайлбург), манастирска дама в Оберстенфелд